# Kuurne-Bruxelles-Kuurne 2009
La 62e édition de la course cycliste belge Kuurne-Bruxelles-Kuurne a lieu le 1er mars 2009.

## Classement final
|    | Coureur             | Pays        | Équipe                |    | Temps           |
| -- | ------------------- | ----------- | --------------------- | -- | --------------- |
| 1  | Tom Boonen          | Belgique    | Quick Step            | en | 4 h 20 min 48 s |
| 2  | Bernhard Eisel      | Autriche    | Team Columbia-HTC     | +  | m.t             |
| 3  | Jeremy Hunt         | Royaume-Uni | Cervélo Test Team     |    | m.t             |
| 4  | Karsten Kroon       | Pays-Bas    | Saxo Bank             |    | m.t             |
| 5  | Tom Leezer          | Pays-Bas    | Rabobank              |    | m.t             |
| 6  | Geoffroy Lequatre   | France      | Agritubel             |    | m.t             |
| 7  | Matthieu Ladagnous  | France      | La Française des jeux |    | m.t             |
| 8  | Nick Nuyens         | Belgique    | Rabobank              |    | 4 s             |
| 9  | Sylvain Chavanel    | France      | Quick Step            |    | 12 s            |
| 10 | Juan Antonio Flecha | Espagne     | Rabobank              |    | 15 s            |